# Slovakiske Karst Nationalpark
Slovakiske Karst Nationalpark (Národný park Slovenský kras) er en nationalpark i bjergkæden slovakiske Karst (Slovenský kras) i det sydøstlige Slovakiet. Den ligger i distrikterne Gelnica, Rožňava og Košice – okolie i Košice-regionen. Nationalparken dækker et område på 346,11 km² og dens bufferzone dækker 117,41 km² .
Parken blev etableret den 1. marts 2002 efter at have været et beskyttet landskabsområde siden 1973. Slovakiske Karst er det første slovakiske biosfærereservat siden den blev medtaget i UNESCOs program om mennesket og biosfæren (MAB) den 1. marts 1977. I 1995 blev 12 ud af 700 huler i parken optaget på UNESCOs verdensarvsliste med navnet Hulerne i Aggtelek Karst og Slovakiske Karst.